# Zonguldak

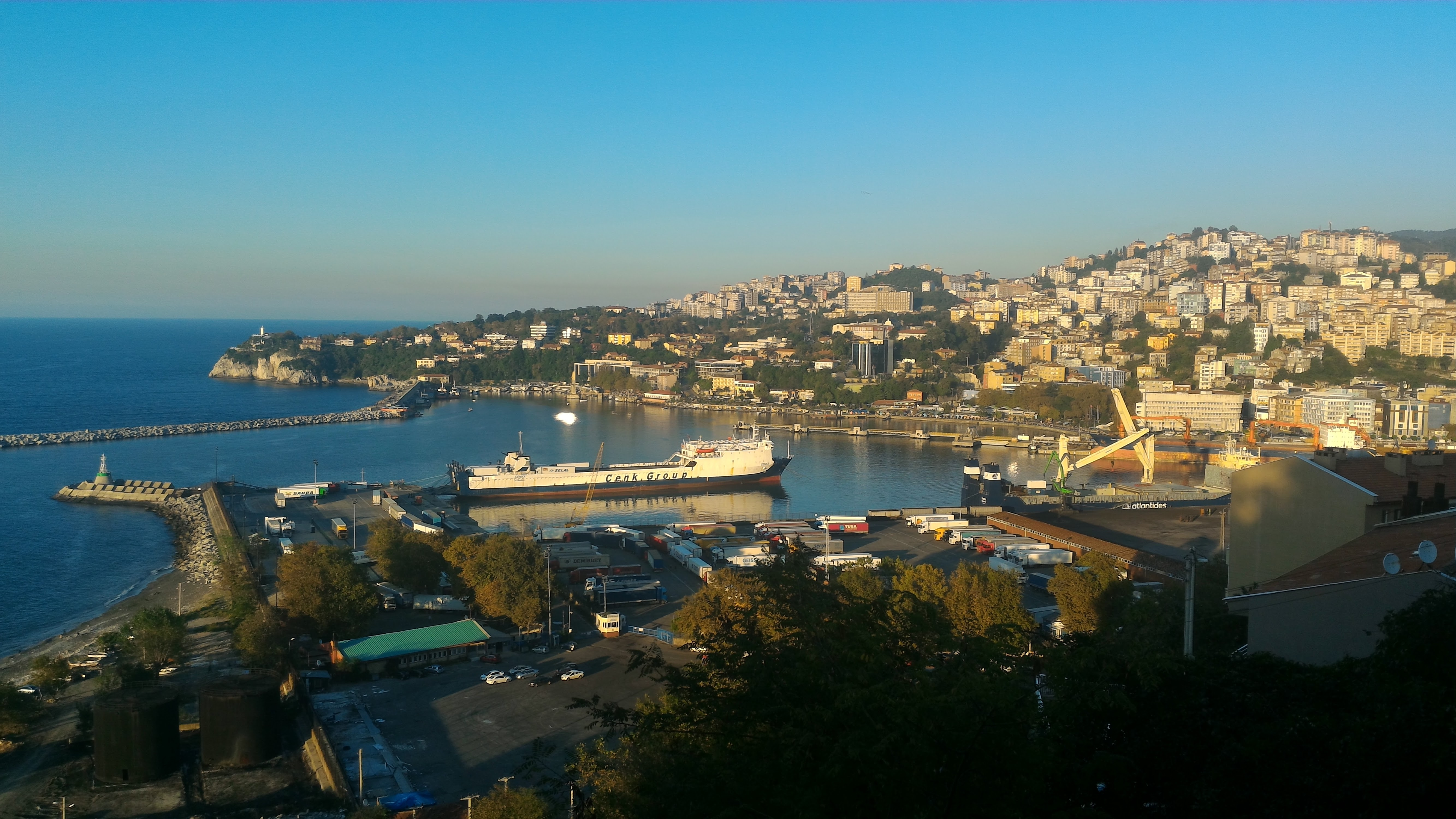
A view of Zonguldak

 Zonguldak je turecké město rozkládající se na břehu Černého moře. Město je centrem stejnojmenné provincie. V roce 2009 žilo ve městě 108 792 obyvatel. Zonguldak je důležitým přístavem a to především vzhledem k těžbě černého uhlí v okolí města. Město bylo založeno teprve v 19. století.